# Géus-d’Arzacq
Géus-d’Arzacq ist eine französische Gemeinde mit 218 Einwohnern (Stand 1. Januar 2022) im Département Pyrénées-Atlantiques in der Region Nouvelle-Aquitaine. Die Gemeinde gehört zum Arrondissement Pau und zum Kanton Artix et Pays de Soubestre (bis 2015: Kanton Arzacq-Arraziguet).

## Geographie
Géus-d’Arzacq liegt ca. 30 km nordwestlich von Pau in der historischen Provinz Béarn am nördlichen Rand des Départements.
Umgeben wird Géus-d’Arzacq von den Nachbargemeinden:
|       |                                             | Bouillon |
| Pomps | Kompassrose, die auf Nachbargemeinden zeigt | Uzan     |
|       | Arnos                                       |          |

Géus-d’Arzacq liegt im Einzugsgebiet des Flusses Adour. Der Luy de Béarn fließt durch das nördliche Gemeindegebiet.

## Geschichte
Die Gemeinde wurde in der Volkszählung des Béarn im Jahre 1385 nicht erfasst, weil sie in dieser Zeit zur Vicomté von Marsan der Gascogne gehörte. Bis zu Beginn des 18. Jahrhunderts war Géus ein Ortsteil der heutigen Nachbargemeinde Bouillon. Die Familien de Salles und de Laffargue besaßen zusammen die Grundherrschaft des Dorfes.
Toponyme und Erwähnungen von Géus-d’Arzacq waren:
- Gieus (1505, Notare von Garos),
- Geus (1750, Karte von Cassini),
- Gens (1793, Notice Communale) und
- Gens und Géus (1801, Bulletin des Lois).[3][4][5]

Am 26. Dezember 1956 nahm die Gemeinde den heutigen Namen Géus-d’Arzacq an, um sich deutlicher von der Gemeinde Geüs-d’Oloron zu unterscheiden.
2015 hat die Gemeinde die Auszeichnung „Zwei Blumen“ im Wettbewerb der blumengeschmückten Städte und Ortschaften in der Kategorie der Gemeinden unter 500 Einwohner erhalten.

### Einwohnerentwicklung
Nach einem Höchststand der Einwohnerzahl in der Mitte des 19. Jahrhunderts mit 269 Einwohnern reduzierte sich die Zahl bei kurzen Erholungsphasen bis nach dem Zweiten Weltkrieg um insgesamt rund 60 %. Anschließend bewegte sich die Bevölkerungsgröße auf ein Niveau von rund 120 Einwohnern, bis nach der Jahrtausendwende ein relativ solides Wachstum einsetzte.
| Jahr      | 1962 | 1968 | 1975 | 1982 | 1990 | 1999 | 2006 | 2009 | 2022 |
| --------- | ---- | ---- | ---- | ---- | ---- | ---- | ---- | ---- | ---- |
| Einwohner | 116  | 125  | 127  | 120  | 128  | 123  | 160  | 174  | 218  |

## Sehenswürdigkeiten
- Pfarrkirche, gewidmet Maria, der Mutter Jesu. Die Jahreszahl 1709 auf dem Schlussstein über dem Südportal der Kirche lässt auf eine Errichtung zu Beginn des 18. Jahrhunderts schließen. Dies geschah als Ersatz der früheren romanischen Kirche auf derselben Stelle, wobei der Grundriss des mittelalterlichen Gebäudes für den Neubau als Vorlage diente. Das einschiffige Langhaus ist durch einen Chor und eine Sakristei verlängert. Zu früheren Zeiten mit Dachziegeln gedeckt, trägt sie heute ein Dach aus Schiefer. Dies gilt auch für den Turm mit rundbogenförmigen Fensteröffnungen, die den Blick auf die Glocken freigeben. Der ebenfalls schiefergedeckte Turmhelm ist ein doppelter Helm, da auf der Spitze seines Zeltdachs ein Pavillon mit einem weiteren Zeltdach aufgesetzt ist. Die Archive erwähnen ein Pfarrhaus, das von einem gewissen Pierre de Laforcade zwischen 1725 und 1730 errichtet wurde. Es wird vermutet, dass es sich um das Wohnhaus handelt, das südlich an das Kirchengebäude angrenzt. Im Kircheninnern wird ein Kruzifix aus Eisen unter Glas verwahrt. Es hat die Form eines lateinischen Kreuzes mit den Initialen „INRI“ für den lateinischen Satz Iesus Nazarenus Rex Iudaeorum (auch Jesus Nazarenus Rex Judaeorum) – „Jesus von Nazaret, König der Juden“. Christus ist an seinen Händen und Füßen am Kreuz genagelt und mit einer Wunde an der linken Seite dargestellt gemäß der Passionsgeschichte in den Evangelien. Das gleiche Motiv findet sich auch bei zwei Wegekreuzen der Gemeinde. Die vier Glasfenster der Kirche sind Werke des Glasmalers Arcencam aus dem Jahr 1923. Sie sind im Stil der Künstler der Region entstanden und zeigen den guten Hirten, den heiligen Leo, Mariä Aufnahme in den Himmel und die heilige Genoveva von Paris.[9][10][11][12][13]

## Wirtschaft und Infrastruktur
Die Landwirtschaft ist einer der wichtigsten Wirtschaftsfaktoren der Gemeinde.

### Sport und Freizeit
Der Fernwanderweg GR 65 von Genf nach Roncesvalles führt durch die Gemeinde. Er folgt der Via Podiensis, einem der vier historischen Jakobswege.

### Bildung
Die Gemeinde verfügt über eine öffentliche Vorschule.

### Verkehr
Géus-d’Arzacq ist erreichbar über die Route départementale 945 (ehemalige Route nationale 645).